# Flaggen und Wappen der Departamentos Uruguays

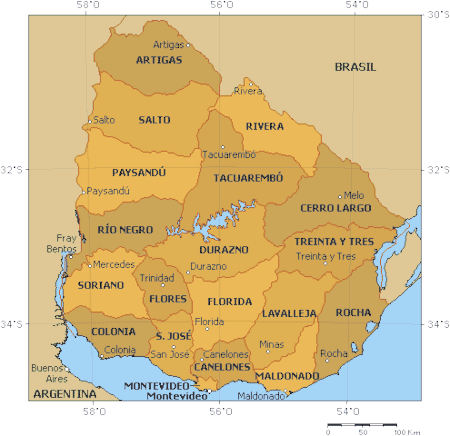
Politische Landkarte Uruguays

Diese Liste zeigt die Flaggen und Wappen der Departamentos Uruguays.
Uruguay ist in 19 historisch gewachsene Departamentos (einschließlich der Hauptstadt Montevideo) eingeteilt. Da der Staatsaufbau zentralistisch ist, haben die Departamentos jedoch nur eine geringe Selbstverwaltung.

## Liste
| Lage | Flagge | Wappen | Departamento   | Anmerkungen                                                                                   |
| ---- | ------ | ------ | -------------- | --------------------------------------------------------------------------------------------- |
|      | 2:3    |        | Artigas        |                                                                                               |
|      |        |        | Canelones      |                                                                                               |
|      |        |        | Cerro Largo    |                                                                                               |
|      |        |        | Colonia        |                                                                                               |
|      | 2:3    |        | Durazno        | Spanisches Motto: „En pensamiento me centro y me descentro en labor.“                         |
|      | 2:3    |        | Flores         | Lateinisches Motto: „Labor improba omnia vincit“                                              |
|      | 2:3    |        | Florida        | Spanisches Motto: „Libertad y progreso“ (Freiheit und Fortschritt)                            |
|      | 2:3    |        | Lavalleja      |                                                                                               |
|      | 2:3    |        | Maldonado      |                                                                                               |
|      |        |        | Montevideo     | Spanisches Motto: „Con Libertad ni ofendo ni temo.“                                           |
|      | 2:3    |        | Paysandú       | Spanisches Motto: „Trabajo Paz Progreso“ (Arbeit, Frieden, Fortschritt)                       |
|      | 2:3    |        | Río Negro      | Spanisches Motto: „Somos industria y riqueza.“                                                |
|      | 2:3    |        | Rivera         |                                                                                               |
|      |        |        | Rocha          | Spanisches Motto: „Rocha, donde nace el sol de la patria.“                                    |
|      | 2:3    |        | Salto          |                                                                                               |
|      | 2:3    |        | San José       |                                                                                               |
|      | 2:3    |        | Soriano        | Spanisches Motto: „Aquí nació la patria“ (Hier wurde die Nation geboren.)                     |
|      |        |        | Tacuarembó     |                                                                                               |
|      |        |        | Treinta y Tres | Spanisches Motto: „Treinta y Tres, el pago mas oriental“ (Treinta y Tres, der östlichste Gau) |